# Milan Football Club 1928-1929
Questa voce raccoglie le informazioni riguardanti il Milan Football Club nelle competizioni ufficiali della stagione 1928-1929.

## Stagione
Prima dell'inizio di questa stagione Piero Pirelli, dopo quasi vent'anni di presidenza del Milan, lascia la guida della società venendo sostituito da Luigi Ravasco. La rosa è confermata - dopo i grandi cambiamenti della stagione precedente- alla luce dei risultati del campionato appena terminato. 

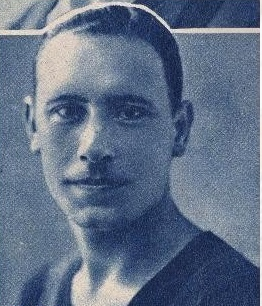
Mariano Tansini, al Milan dal 1927 al 1930 e dal 1933 al 1934

Il campionato è organizzato in due gironi formati da 16 squadre ciascuno. Le prime classificate dei due gironi disputeranno poi la finale scudetto. Nell'ottica di inaugurare, dalla stagione successiva, il primo campionato di Serie A a girone unico, viene deciso di costituire il futuro torneo con le prime 9 squadre di ogni girone.
Il Milan, sulla cui panchina siede l'austriaco Engelbert König, si comporta bene durante la stagione, dimostrando una buona coesione tra i componenti della rosa. Il Milan giunge 2º dietro il Torino nel gruppo A e non si qualifica alla finale scudetto. Da segnalare la partita casalinga contro il Torino poi finalista perdente contro il Bologna, vinta dai rossoneri per 3 a 1. Il Milan, durante il campionato, realizza diverse goleade, che fanno raggiungere al Milan le 77 reti segnate in 30 incontri.
I rossoneri disputano anche le qualificazioni per la Coppa dell'Europa Centrale 1929: dopo due pareggi conseguiti contro il Genoa, occorre predisporre un sorteggio, che è perso dal Milan.

## Divise
| Casa | Trasferta |

## Organigramma societario
Area direttiva
- Presidente: Luigi Ravasco
- Vice presidente: Mario Benazzoli
- Segretario: Domenico Bollini

Area tecnica
- Direttore sportivo: Mario Benazzoli
- Allenatore: Engelbert König

## Rosa
| N. |                   | Ruolo | Calciatore              |
| -- | ----------------- | ----- | ----------------------- |
|    | Italia (bandiera) | P     | Giuseppe Carmignato     |
|    | Italia (bandiera) | P     | Dario Compiani          |
|    | Italia (bandiera) | D     | Vinicio Colombo         |
|    | Italia (bandiera) | D     | Luigi Perversi          |
|    | Italia (bandiera) | D     | Francesco Pomi          |
|    | Italia (bandiera) | D     | Alessandro Schienoni    |
|    | Italia (bandiera) | C     | Alfredo De Franceschini |
|    | Italia (bandiera) | C     | Dario Gay               |
|    | Italia (bandiera) | C     | Giuseppe Marchi         |

| N. |                   | Ruolo | Calciatore              |
| -- | ----------------- | ----- | ----------------------- |
|    | Italia (bandiera) | C     | Abdon Sgarbi (capitano) |
|    | Italia (bandiera) | A     | Stefano Aigotti         |
|    | Italia (bandiera) | A     | Pietro Bonfiglio        |
|    | Italia (bandiera) | A     | Emilio Manazza          |
|    | Italia (bandiera) | A     | Piero Pastore           |
|    | Italia (bandiera) | A     | Giuseppe Santagostino   |
|    | Italia (bandiera) | A     | Mariano Tansini         |
|    | Italia (bandiera) | A     | Bruno Tognana           |
|    | Italia (bandiera) | A     | Giuseppe Torriani       |

## Calciomercato
| Acquisti | Acquisti  | Acquisti     | Acquisti |
| R.       | Nome      | da           | Modalità |
| -------- | --------- | ------------ | -------- |
| C        | Dario Gay | La Dominante | -        |

| Cessioni | Cessioni          | Cessioni  | Cessioni |
| R.       | Nome              | a         | Modalità |
| -------- | ----------------- | --------- | -------- |
| C        | Tiziano Ballarin  | Pavia     | -        |
| D        | Gianangelo Barzan | Roma      | -        |
| A        | Rodolfo Ostromann | Triestina | -        |

## Risultati

### Divisione Nazionale

#### Girone A

##### Girone di andata
| Arbitro: | Scarpi (Dolo) |

|                        |           |                |
| Sgarbi 18’ Tognana 32’ | Marcatori | 65’ Castellani |

| Arbitro: | Medica (Bologna) |

|  |           |                         |
|  | Marcatori | 11’ Tansini 54’ Pastore |

| Arbitro: | Dani (Genova) |

|                         |           |              |
| Tognana 66’ Pastore 73’ | Marcatori | 30’ Palandri |

| Arbitro: | Mastellari (Bologna) |

|             |           |                                           |
| Marucco 79’ | Marcatori | 26’, 51’, 55’ Pastore 81’ G. Santagostino |

| Arbitro: | Melandri (Genova) |

|                                               |           |             |
| G. Santagostino 5’, 64’, 72’ Pastore 22’, 77’ | Marcatori | 50’ Bellomo |

| Arbitro: | Osti (Ferrara) |

|                 |           |  |
| E. Banchero 39’ | Marcatori |  |

| Arbitro: | Squarza (Reggio Emilia) |

|                                                           |           |              |
| Pastore 10’, 57’, 65’, 77’ G. Santagostino 23’ D. Gay 48’ | Marcatori | 63’ Ottolina |

| Arbitro: | Carraro (Padova) |

|                                      |           |             |
| Pastore 44’, 73’ Mariano Tansini 50’ | Marcatori | 38’ Vezzani |

| Arbitro: | Dani (Genova) |

|                     |           |                              |
| Prendato 81’ (rig.) | Marcatori | 60’ Piero Pastore 75’ D. Gay |

| Arbitro: | Mastellari (Bologna) |

|                                     |           |           |
| Pastore 1’ G. Santagostino 36’, 51’ | Marcatori | 32’ Zanni |

| Arbitro: | Asei Conte (Vercelli) |

|              |           |             |
| Torriani 30’ | Marcatori | 69’ Mazzoni |

| Arbitro: | Osti (Ferrara) |

|  |           |                                |
|  | Marcatori | 73’ D. Gay 82’ G. Santagostino |

| Arbitro: | Sani (Ferrara) |

|                                           |           |                                  |
| Pastore 6’ D. Gay 15’ G. Santagostino 54’ | Marcatori | 35’ (aut.) Sgarbi 63’ G. Colombo |

| Arbitro: | Mastellari (Bologna) |

|  |           |             |
|  | Marcatori | 30’ Pastore |

| Arbitro: | Mattea (Torino) |

|                   |           |              |
| Chini Ludueña 54’ | Marcatori | 28’ Torriani |

##### Girone di ritorno
| Arbitro: | Osti (Ferrara) |

|              |           |  |
| 54’ Ostroman | Marcatori |  |

| Arbitro: | Ciamberlini (Genova) |

|                                              |           |  |
| G. Santagostino 58’, 78’ Pastore 62’ Gay 79’ | Marcatori |  |

| Arbitro: | Medica (Bologna) |

|           |           |  |
| Maini 49’ | Marcatori |  |

| Arbitro: | Girelli (Verona) |

|                                                                        |           |  |
| G. Santagostino 11’, 33’, 64’ Aigotti 40’, 81’ Torriani 47’ D. Gay 72’ | Marcatori |  |

| Arbitro: | Osti (Ferrara) |

|                             |           |                                |
| Francovich 10’ Rastelli 87’ | Marcatori | 62’ Sgarbi 64’ G. Santagostino |

| Arbitro: | Dani (Genova) |

|                             |           |                                    |
| Lauro 6’ (aut.) Pastore 50’ | Marcatori | 30’ Ferrari 39’ (rig.) E. Banchero |

| Arbitro: | Mastellari (Bologna) |

|               |           |                                                      |
| It. Rossi 66’ | Marcatori | 10’, 37’ (rig.), 50’ Tansini 65’, 75’ (rig.) Pastore |

| Arbitro: | Lenti (Genova) |

|                                |           |                                |
| Baloncieri 18’ G. Rossetti 47’ | Marcatori | 11’ (rig.) Pastore 63’ Aigotti |

| Arbitro: | Sani (Ferrara) |

|             |           |                           |
| Pastore 23’ | Marcatori | 62’ R. Okely 79’ Vecchina |

| Arbitro: | Dani (Genova) |

|                                    |           |                                      |
| Albertoni 35’ Orcesi 45’ Zanni 84’ | Marcatori | 13’, 83’ G. Santagostino 20’ Pastore |

| Arbitro: | Turbiani (Ferrara) |

|                                |           |  |
| Piccaluga 1’, 38’ Manzotti 17’ | Marcatori |  |

| Arbitro: | Scarpi (Dolo) |

|                                                                     |           |                      |
| Torriani 6’ G. Santagostino 20’, 24’ Aigotti 79’ Bellini 82’ (aut.) | Marcatori | 4’ Losi 34’ L. Poggi |

| Arbitro: | Lenti (Genova) |

|  |           |                                           |
|  | Marcatori | 40’ Tansini 54’ Torriani 57’, 84’ Pastore |

| Arbitro: | Scorzoni (Bologna) |

|                                               |           |              |
| Tansini 9’ G. Santagostino 14’, 30’, 69’, 70’ | Marcatori | 6’ Simonetti |

| Arbitro: | Pessato (Monfalcone) |

|  |           |                   |
|  | Marcatori | 45’ (rig.) Barzan |

### Coppa dell'Europa Centrale

#### Qualificazioni
| Arbitro: | Carraro (Padova) |

|                                  |           |                              |
| G. Santagostino 38’ Torriani 43’ | Marcatori | 15’ G. Chiecchi 80’ Lombardo |

| Arbitro: | A. Gama (Milano) |

|             |           |             |
| Puerari 52’ | Marcatori | 32’ Pastore |

## Statistiche

### Statistiche di squadra
| Competizione               | Punti | In casa | In casa | In casa | In casa | In casa | In casa | In trasferta | In trasferta | In trasferta | In trasferta | In trasferta | In trasferta | Totale | Totale | Totale | Totale | Totale | Totale | DR  |
| Competizione               | Punti | G       | V       | N       | P       | Gf      | Gs      | G            | V            | N            | P            | Gf           | Gs           | G      | V      | N      | P      | Gf     | Gs     | DR  |
| -------------------------- | ----- | ------- | ------- | ------- | ------- | ------- | ------- | ------------ | ------------ | ------------ | ------------ | ------------ | ------------ | ------ | ------ | ------ | ------ | ------ | ------ | --- |
| Divisione Nazionale        | 42    | 15      | 11      | 2       | 2       | 49      | 17      | 15           | 7            | 4            | 4            | 28           | 17           | 32     | 18     | 8      | 6      | 77     | 34     | +43 |
| Coppa dell'Europa Centrale | -     | 1       | 0       | 1       | 0       | 2       | 2       | 1            | 0            | 1            | 0            | 1            | 1            | 2      | 0      | 2      | 0      | 3      | 3      | 0   |
| Totale                     | 42    | 16      | 11      | 3       | 2       | 51      | 19      | 16           | 7            | 5            | 4            | 29           | 18           | 32     | 18     | 8      | 6      | 80     | 37     | +43 |

### Statistiche dei giocatori
| Giocatore          | Divisione Nazionale | Divisione Nazionale | Coppa Europa Centrale | Coppa Europa Centrale | Totale   | Totale |
| Giocatore          | Presenze            | Reti                | Presenze              | Reti                  | Presenze | Reti   |
| ------------------ | ------------------- | ------------------- | --------------------- | --------------------- | -------- | ------ |
| S. Aigotti         | 13                  | 4                   | 2                     | 0                     | 15       | 4      |
| P. Bonfiglio       | 1                   | 0                   | 0                     | 0                     | 1        | 0      |
| G. Carmignato      | 2                   | -3                  | 0                     | 0                     | 2        | -3     |
| V. Colombo         | 2                   | 0                   | 0                     | 0                     | 2        | 0      |
| D. Compiani        | 28                  | -31                 | 2                     | -3                    | 30       | -34    |
| A. De Franceschini | 6                   | 0                   | 0                     | 0                     | 6        | 0      |
| D. Gay             | 16                  | 6                   | 0                     | 0                     | 16       | 6      |
| E. Manazza         | 1                   | 0                   | 0                     | 0                     | 1        | 0      |
| G. Marchi          | 25                  | 0                   | 2                     | 0                     | 27       | 0      |
| P. Pastore         | 28                  | 26                  | 2                     | 1                     | 30       | 27     |
| L. Perversi        | 30                  | 0                   | 2                     | 0                     | 32       | 0      |
| F. Pomi            | 30                  | 0                   | 2                     | 0                     | 32       | 0      |
| G. Santagostino    | 30                  | 23                  | 2                     | 1                     | 32       | 24     |
| A. Schienoni       | 27                  | 0                   | 2                     | 0                     | 29       | 0      |
| A. Sgarbi          | 29                  | 2                   | 2                     | 0                     | 31       | 2      |
| M. Tansini         | 30                  | 7                   | 2                     | 0                     | 32       | 7      |
| B. Tognana         | 3                   | 2                   | 0                     | 0                     | 3        | 2      |
| G. Torriani        | 29                  | 5                   | 2                     | 1                     | 31       | 6      |